# هانز فرايهر فون فونك
هانز فون فونك (23 ديسمبر 1891 - 14 فبراير 1979) كان جنرالًا ألمانيًا في الفيرماخت خلال الحرب العالمية الثانية، الذي قاد فرقة بانزر السابعة وفيلق بانزر السابع والاربعون.

## مسار مهني
انضم هانز فون فونك إلى الجيش الألماني في أغسطس 1914 وخلال الحرب العالمية الأولى حصل على الصليب الحديدي من الدرجة الأولى والثانية. تم الاحتفاظ به في الرايخويهر بعد الحرب. في يوليو 1933 تم تعيينه في هيئة الأركان العامة. في عام 1936 خدم في الحرب الأهلية الإسبانية كقائد للجيش الوطني الألماني في إسبانيا. في عام 1940 تم تعيينه قائدا للواء بانزر الثالث.
في عام 1941، أعطيت له قيادة فرقة البانزر السابعة خلفًا لإروين روميل. في الأصل كان سيقود الفيلق الأفريقي، لكن هتلر كان يكره فون فونك، حيث كان ضابط أركان شخصي لويرنر فون فريتش حتى تم فصل فون فريتش في عام 1938.  شغل هذا المنصب في القسمين الأوسط والجنوبي من الجبهة الشرقية. في 15 يوليو 1941، حصل على وسام الفارس الصليبي الحديدي.
في 1 فبراير 1944، تمت ترقية فونك إلى الجنرال دير بانزرتروب وتم تعيينه كقائد عام لفيلق بانزر السابع والاربعون، في البداية على الجبهات الشرقية والغربية في وقت لاحق. خلال معركة نورماندي، اتهم (الذي لم يعجبه تمامًا ) جيرهارد فون شفيرين بالمقاومة السلبية والجبن وعدم الكفاءة في هجوم Vire المضاد في 28 يوليو. قبل أقل من أربع ساعات من بدء عملية Luttich، تلقى غونثر فون كلوج أمرًا من هتلر بأن يقودها هاينريش إيبرباخ بدلاً من فونك، على الرغم من أن كلوخ تمكن من إقناع القيادة العليا للفيرماخت بتأجيل نقل القيادة. 
في 4 سبتمبر 1944 تم نقله إلى احتياطي القيادة العليا للجيوش الألمانية. تم اعتقال فونك كمجرم حرب في الاتحاد السوفياتي من أغسطس 1945 حتى إطلاق سراحه في عام 1955.

## الجوائز
- الصليب الحديدي (1914) الدرجة الثانية (12 يونيو 1915) والدرجة الأولى (2 ديسمبر 1917) [2]
- مشبك الصليب الحديدي (1939) الدرجة الثانية والدرجة الأولى (مايو 1940)
- الصليب الألماني من الذهب في 14 مارس 1943 بصفته Generalleutnant وقائد السبعة. قسم بانزر [3]
- صليب فارس للصليب الحديدي بأوراق البلوط
  - صليب الفارس في 15 يوليو 1941 كجنرال مايجور وقائد فرقة بانزر السابعة [4]
  - 278 باوراق البلوط 22 أغسطس 1943 في 22 أغسطس 1943 كجنرال مايجور وقائد فرقة بانزر السابعة